# Parc Clichy-Batignolles
Parc Clichy-Batignolles [pár klišy batiňoll] (též Parc Clichy-Batignolles – Martin Luther King) je veřejný park, který se nachází v Paříži v 17. obvodu. Park byl otevřen v roce 2007 na místě bývalého nákladového nádraží a jeho rozloha činí 10,8 ha. Park vznikl jako součást přestavby zdejší čtvrti mj. též v rámci příprav na olympijské hry v roce 2012, které však byly přiřknuty Londýnu.

## Projekt
Autorkou parku je krajinářka Jacqueline Osty, která park pojala jako praktickou ukázku trvale udržitelného rozvoje. Energie potřebná na provoz parku je získávána větrem a pomocí solárních panelů, na zalévání je zachycována dešťová voda, probíhá zde recyklace odpadů. V parku jsou použity rostliny s nízkou spotřebou vody a takové, které vyžadují jen málo hnojiva a insekticidů.
Součástí parku je vodní nádrž 2900 m2 na recyklaci dešťové vody a vody ze Seiny.
Park má rovněž prostor na hřiště pro malé děti (433 m2), pro děti středního věku (520 m2), prostranství 1200 m2 pro míčové hry, skatepark (915 m2) a hřiště na basketbal (390 m2).